# Gastein Ladies 2014 - Qualificazioni singolare
Le qualificazioni del singolare  del Gastein Ladies 2014 sono state un torneo di tennis preliminare per accedere alla fase finale della manifestazione. I vincitori dell'ultimo turno sono entrati di diritto nel tabellone principale. In caso di ritiro di uno o più giocatori aventi diritto a questi sono subentrati i lucky loser, ossia i giocatori che hanno perso nell'ultimo turno ma che avevano una classifica più alta rispetto agli altri partecipanti che avevano comunque perso nel turno finale.

## Giocatrici

### Teste di serie
1. Maryna Zanevs'ka (primo turno, ritirata)
2. Kateřina Siniaková (qualificata)
3. Shelby Rogers (qualificata)
4. Irina Falconi (qualificata)
5. Tereza Smitková (qualificata)
6. Laura Siegemund (qualificata)

1. Beatriz García Vidagany (ultimo turno, lucky loser)
2. Sofia Šapatava (primo turno)
3. Nigina Abduraimova (ultimo turno)
4. Gabriela Dabrowski (ultimo turno)
5. Kristina Barrois (ultimo turno)
6. Nastja Kolar (ultimo turno)

### Wildcard
1. Barbara Haas (primo turno)
2. Lena Reichel (primo turno)

1. Janina Toljan (primo turno)
2. Julia Grabher (primo turno)

### Qualificate
1. Ana Bogdan
2. Kateřina Siniaková
3. Shelby Rogers

1. Irina Falconi
2. Tereza Smitková
3. Laura Siegemund

### Lucky loser
1. Beatriz García Vidagany

## Tabellone

### Legenda
| - Q = Qualificato - WC = Wild card - LL = Lucky loser | - ALT = Alternate - SE = Special Exempt - PR = Protected Ranking | - w/o = Walkover - r = Ritirato - d = Squalificato |

### Sezione 1
|  | Primo turno | Primo turno       | Primo turno | Primo turno | Primo turno |  |  | Ultimo turno | Ultimo turno      | Ultimo turno | Ultimo turno | Ultimo turno |  |
|  |             |                   |             |             |             |  |  |              |                   |              |              |              |  |
|  | 1           | Maryna Zanevs'ka  | 1           | r           |             |  |  |              |                   |              |              |              |  |
|  |             | Ana Bogdan        | 6           |             |             |  |  |              | Ana Bogdan        | 6            | 7            |              |  |
|  |             | Tereza Martincová | 6           | 6           |             |  |  |              | Tereza Martincová | 3            | 5            |              |  |
|  | 8           | Sofia Šapatava    | 1           | 1           |             |  |  |              |                   |              |              |              |  |

### Sezione 2
|  | Primo turno | Primo turno         | Primo turno | Primo turno | Primo turno |  |  | Ultimo turno | Ultimo turno       | Ultimo turno | Ultimo turno | Ultimo turno |  |
|  |             |                     |             |             |             |  |  |              |                    |              |              |              |  |
|  | 2           | Kateřina Siniaková  | 6           | 4           | 6           |  |  |              |                    |              |              |              |  |
|  |             | Kateryna Bondarenko | 4           | 6           | 3           |  |  | 2            | Kateřina Siniaková | 6            | 7            |              |  |
|  | WC          | Barbara Haas        | 2           | 1           |             |  |  | 12           | Nastja Kolar       | 4            | 63           |              |  |
|  | 12          | Nastja Kolar        | 6           | 6           |             |  |  |              |                    |              |              |              |  |

### Sezione 3
|  | Primo turno | Primo turno             | Primo turno | Primo turno | Primo turno |  |  | Ultimo turno | Ultimo turno            | Ultimo turno | Ultimo turno | Ultimo turno |  |
|  |             |                         |             |             |             |  |  |              |                         |              |              |              |  |
|  | 3           | Shelby Rogers           | 6           | 2           | 6           |  |  |              |                         |              |              |              |  |
|  |             | Marina Mel'nikova       | 4           | 6           | 3           |  |  | 3            | Shelby Rogers           | 6            | 7            |              |  |
|  | WC          | Lena Reichel            | 6           | 1           | 4           |  |  | 7            | Beatriz García Vidagany | 1            | 6(1)         |              |  |
|  | 7           | Beatriz García Vidagany | 2           | 6           | 6           |  |  |              |                         |              |              |              |  |

### Sezione 4
|  | Primo turno | Primo turno         | Primo turno | Primo turno | Primo turno |  |  | Ultimo turno | Ultimo turno     | Ultimo turno | Ultimo turno | Ultimo turno |  |
|  |             |                     |             |             |             |  |  |              |                  |              |              |              |  |
|  | 4           | Irina Falconi       | 6           | 6           |             |  |  |              |                  |              |              |              |  |
|  | WC          | Janina Toljan       | 1           | 2           |             |  |  | 4            | Irina Falconi    | 2            | 7            | 6            |  |
|  |             | Kateřina Kramperová | 2           | 3           |             |  |  | 11           | Kristina Barrois | 6            | 63           | 1            |  |
|  | 11          | Kristina Barrois    | 6           | 6           |             |  |  |              |                  |              |              |              |  |

### Sezione 5
|  | Primo turno | Primo turno            | Primo turno | Primo turno | Primo turno |  |  | Ultimo turno | Ultimo turno       | Ultimo turno | Ultimo turno | Ultimo turno |  |
|  |             |                        |             |             |             |  |  |              |                    |              |              |              |  |
|  | 5           | Tereza Smitková        | 6           | 6           |             |  |  |              |                    |              |              |              |  |
|  |             | Eléni Daniilídou       | 2           | 3           |             |  |  | 5            | Tereza Smitková    | 6            | 6            |              |  |
|  |             | Ekaterina Aleksandrova | 6           | 4           | 5           |  |  | 10           | Gabriela Dabrowski | 2            | 0            |              |  |
|  | 10          | Gabriela Dabrowski     | 4           | 6           | 7           |  |  |              |                    |              |              |              |  |

### Sezione 6
|  | Primo turno | Primo turno        | Primo turno | Primo turno | Primo turno |  |  | Ultimo turno | Ultimo turno       | Ultimo turno | Ultimo turno | Ultimo turno |  |
|  |             |                    |             |             |             |  |  |              |                    |              |              |              |  |
|  | 6           | Laura Siegemund    | 6           | 6           |             |  |  |              |                    |              |              |              |  |
|  |             | Sofija Kovalec     | 1           | 0           |             |  |  | 6            | Laura Siegemund    | 6            | 6            |              |  |
|  | WC          | Julia Grabher      | 2           | 2           |             |  |  | 9            | Nigina Abduraimova | 3            | 1            |              |  |
|  | 9           | Nigina Abduraimova | 6           | 6           |             |  |  |              |                    |              |              |              |  |